# Goal FH
Goal FH (ゴールフィールドハンター Goal Field Hunter?, conocida como Goleadores en Latinoamérica) es un anime de deportes producido por Hakuhodo Inc. y NHK Software como parte de la antología Eisei Anime Gekijou. Fue emitida a partir de 1994 contando con treinta y nueve episodios. Simultáneamente con la emisión de la serie, se publicó el manga por parte de Shogakukan, escrito por Yu Terashima y dibujado por Takashi Hashiguchi. La serie no tuvo mucho éxito en su país de origen, donde solo se retransmitió una vez en el año 2000 por parte de NHK y la única edición disponible de la serie es en formato VHS.

## Argumento
Hikaru Tatsumura (Ícaro en el doblaje venezolano) es un joven brasileño hijo de japoneses, alegre pero de fuerte temperamento y muy hábil con el balón.
Al ser expulsado de su equipo en Brasil por problemas de conducta, decide viajar a Japón probar suerte en la liga y cumplir su sueño de convertirse en un jugador profesional. En un principio, Hikaru tiene dificultades para adaptarse al equipo satélite del S-Pulse en Japón; pero logra ir mejorando paulatinamente y ser uno de los prospectos más interesantes de las ligas menores, siendo conocido como «el jugador de la zurda dorada».

## Manga
La adaptación al manga fue dibujada por Takashi Hashiguchi con guion de Yu Terashima. Fue serializada por Shogakukan en su publicación dirigida para estudiantes de quinto año de primaria (Shogakukan no Gakunen Betsugakushu Zasshi) durante abril de 1994 y marzo de 1995.

## Animación

### Japón
Fue emitida por primera vez en Japón entre el 4 de abril y el 26 de noviembre de 1994 en el horario de los días lunes entre 18:00 y 18:30 como parte del bloque Eisei Anime Gekijo del canal NHK BS2 con una duración de 39 capítulos.

### Latinoamérica
El doblaje de la serie se realizó por parte de Lipsync Audio Video en Venezuela y fue distribuida por Rose Entertainment.
Fue transmitida por primera vez por el canal Megavisión de Chile en 1995 reemplazando a Captain Tsubasa (Supercampeones) en el mismo bloque horario, posteriormente la serie fue transmitida en La Red y Etc TV también de Chile, en Argentina por Magic Kids, TV Azteca en México además de otros países como Ecuador, Panamá (FEtv) y Perú.
La serie no ha vuelto a ser emitida en Latinoamérica debido a la expiración del contrato que tenía Rose Entertainment con Hakuhodo.

### Personal
- Director: Masakazu Higuchi y Kunitoshi Okajima
- Guion: Yu Terashima
- Diseño de personajes: Yuuki Iwai
- Producción de animación: Image Kay
- Música: Shinji Miyazaki
- Producción: Hakuhodo Inc.

### Reparto
| Personaje                        | Actor original japonés | Doblaje Hispanoamérica |
| -------------------------------- | ---------------------- | ---------------------- |
| Hikaru Tatsumura Ícaro Tatsumura | Nozomu Sasaki          | Luis Carreño           |
| Takuya Miyamoto Rei Miyamoto     | Ryotaro Okiyaku        | Frank Carreño          |
| Shotaro Terabayashi Terry        | Toshihiko Seki         | Daniel Jiménez         |
| Kaoru Miyamoto Kathy Miyamoto    | Yuuka Koyama           | Carmen Olarte          |
| Yanagi Jimmy                     | Kōji Ishii             | Carlos Jiménez         |
| Minako Honjo Sandra              | Junko Iwao             | Rossana Cicconi        |

### Música
- OP：Sunrise itsuka wa (サンライズいつかは ) de DOG FIGHT.
- ED：Believe (ビリーブ) de DOG FIGHT.

### Lista de episodios
| - 01. Buscadores de sueños - 02. En busca de oportunidad - 03. Amistad tras el balón - 04. Interrupción paternal - 05. Errores de juicio - 06. El mayor y único seguidor - 07. La soledad de la banca - 08. Punto de impacto - 09. Con la mirada en el futuro - 10. As atrapado - 11. Orgullo lastimado - 12. Incidente en un día lluvioso - 13. El secreto descifrado - 14. El cambio del artillero - 15. Luz y sombra de un día de verano - 16. El desengaño - 17. 11 jugadores a merced - 18. La derrota del mediocampista - 19. El disparo soñado - 20. Una temporada de dudas |  | - 21. La caída del armador de jugadas - 22. El secreto oculto - 23. El viejo diario - 24. Un gol prometido - 25. El rival de Brasil - 26. El consejo de una superestrella - 27. Un guerrero herido - 28. El profesional - 29. La presencia del ceterano - 30. La precisión de un reserva - 31. La visión de un gol - 32. Duelo de artilleros - 33. Un enemigo inesperado - 34. El pasaporte hacia la victoria - 35. El honor del estudiante renacido - 36. La noche antes de la batalla decisiva - 37. Héroe solitario - 38. Compartir la gloria - 39. Cazadores de campo |